# Mathania
Mathania es un género  de mariposas de la familia Pieridae. Se encuentra en Sudamérica.

## Especies
- Mathania agasicles (Hewitson, 1874)
- Mathania aureomaculata (Dognin, 1888)
- Mathania carrizoi Giacomelli, 1914
- Mathania leucothea (Molina, 1782)